# Tomás Romay
Tomás Romay y Chacón (La Habana, Capitanía General de Cuba, 21 de diciembre de 1764 - La Habana, Capitanía General de Cuba, 30 de marzo de 1849) fue un distinguido médico cubano. Se le considera el primer higienista e iniciador de la ciencia médica en Cuba.
Introdujo una visión científica de los problemas de la Medicina e impulsó la modernización de la Medicina clínica, en la Universidad de La Habana.

## Biografía
Fue el primero de los 18 hijos que nacieron del matrimonio constituido por Lorenzo Romay y Oliva, y María de los Ángeles Chacón.
Recibió la primera educación de parte de su tío paterno Fray Pedro de Santa María Romay, del Convento de los Reverendos Predicadores, quien había visto en él, tempranas manifestaciones de perspicaz agudeza e inteligencia y por ello lo llevó a su lado con el fin de impartirle la enseñanza primaria.
Tras obtener el título de Bachiller en Artes el 24 de marzo de 1783, comenzó los estudios de Jurisprudencia en el Seminario de San Carlos y San Ambrosio, los cuales abandonaría convencido de que, como le había argumentado su tío Fray Pedro, "el abogado estaba expuesto a mayor responsabilidad de conciencia", e inició estudios de Medicina.
El 4 de enero de 1796 contrajo matrimonio con Mariana González, y tuvo seis hijos: Pedro María, Juan José, José de Jesús, María de los Ángeles, Micaela y Marian.

## Campaña de vacunación
El 26 de mayo de 1804 llegó al puerto de La Habana, en la corbeta María Pita, Francisco Javier Balmis, cuyo objetivo era llevar la vacuna contra la viruela a los dominios españoles. Quedó sorprendido al observar que aquella acción ya había ocurrido gracias a la actividad de Tomás Romay. Propuso al Capitán General, Salvador de Muro y Salazar, establecer la Junta de Vacuna y pidió que se confiara al médico, la conservación y propagación de la vacuna.
Los médicos cubanos conocieron el procedimiento de la eficaz inoculación preventiva contra la viruela en 1802, es decir, cinco años después de que Jenner anunciara su genial descubrimiento. Aunque no se dispone de datos que justifiquen cuándo y por quién se introdujo en Cuba la inoculación, se sabe que ya se conocía en 1795, en virtud de un artículo científico escrito por Romay. El material se publicó en dos ediciones en el Papel Periódico de La Habana el 29 de octubre y el 1 de noviembre de ese año, donde la defendía como método idóneo de preservación de las viruelas naturales.
Las autoridades de la Sociedad Económica de La Habana, impuestas del descubrimiento de la vacuna y de su creciente progreso en el mundo civilizado, consideró oportuno poner este nuevo conocimiento a la disposición de los profesores médicos cubanos. Para ese efecto orientó en 1802 la reimpresión de 500 ejemplares de una obra traducida del francés por el doctor Pedro Hernández e impresa en Madrid ese mismo año, en la que se ofrecían detalles sobre el origen y descubrimiento de la vacuna.
Por otra parte, la Junta Económica del Real Consulado ofreció un premio de 400 pesetas a quien descubriera y manifestara el fluido vaccino tomado de vacas en Cuba, indicara cómo debía formarse y lo comunicara a Romay.
Asimismo indicó la adjudicación de otro premio de 200 pesetas a quien trajera ese fluido de otros países. En este acuerdo, que se publicó en la edición del Papel Periódico de La Habana del 3 de febrero de 1803, se establecía además que los premios se otorgarían luego de consumada la erupción de la viruela, bajo la dirección de Romay.

## Fallecimiento
Falleció a los 84 años, víctima de cáncer, en la madrugada del 30 de marzo de 1849, en su hogar ubicado en La Habana, Cuba. Su cuerpo fue embalsamado en el Convento de Santo Domingo, por el Dr. Gutiérrez.